# Tavná pojistka

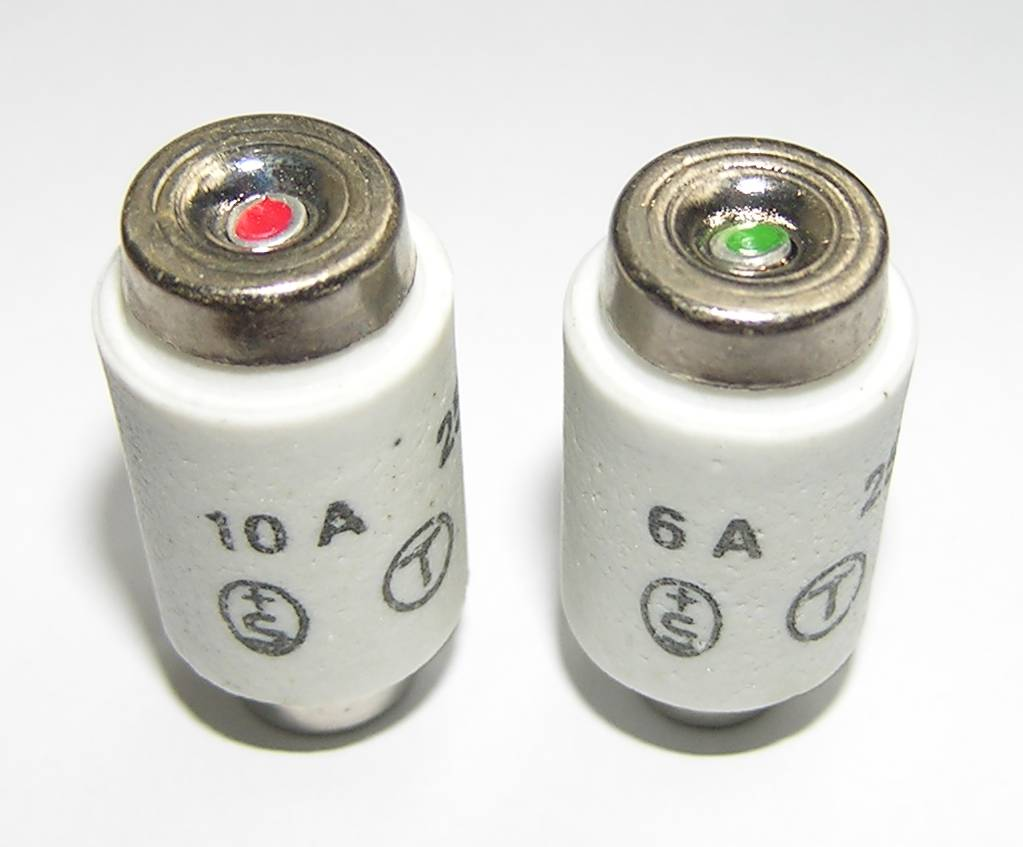
Vložky do domovních závitových pojistek E27 (10 a 6 A).

IEC symbol pojistky.

Tavná pojistka je elektrický přístroj, který zajišťuje nadproudovou ochranu. Pokud vznikne dostatečně velký nadproud pojistkou, tak pojistka chrání před nebezpečným dotykovým napětím na neživých vodivých částech zařízení, poškozením elektrické instalace nebo přístrojů, případně požárem. Jmenovitý proud a charakteristika pojistky musí odpovídat proudům a zatěžovací charakteristice chráněného zařízení. Funkční částí pojistky je tavný drátek. Průchodem proudu se drátek ohřívá. Při překročení násobku jmenovitého proudu pojistky se drátek již nestačí dostatečně ochlazovat. V závislosti na velikosti nadproudu se ve stanoveném čase drátek přetaví a přeruší obvod. Tím dojde k odpojení chráněného obvodu a zařízení. Pojistka chrání především v případě dokonalého zkratu, kdy vypne dostatečně rychle a zamezí nebezpečí úrazu elektrickým proudem dotykem na neživé vodivé části zařízení. Při nedokonalém zkratu vzniklý nadproud, nevypne pojistku dostatečně rychle a tím pojistka dostatečně nechrání před úrazem elektrickým proudem při dotyku na neživé vodivé části zařízení ani postižený elektrický rozvod. Pojistka nechrání před mírným přetížením. Po odstranění závady je nutné pojistku vyměnit (neopravuje se). Tavná pojistka, stejně jako elektrické jističe, má ochrannou funkci. Ochranná funkce je pro pojistku jednorázová, tj. destruktivní na rozdíl jističe, který má opakovatelnou funkci. Dokonalejší ochranu osob a zvířat před úrazem elektrickým proudem zajišťuje proudový chránič, který nemívá nadproudovou ochrannou funkci.

## Ochrana před úrazem elektrickým proudem
Ochrana před úrazem elektrickým proudem je založena především na tom, aby postižená osoba přežila bez podstatné a trvalé újmy na zdraví, v nejhorším případě i na životě.
Úraz elektrickým proudem závisí především na:
- Velikosti proudu procházejícím tělem.
- Cestě proudu procházející tělem – především srdcem.
- Časovém úseku po který proud prochází tělem.
- Druhu proudu – stejnosměrný, střídavý průmyslového kmitočtu, jiné kmitočty.
- Další jako zdravotní stav, okolní prostředí (vlhko, horko), dotyková plocha.

## Charakteristika
Pojistky jsou jednoduchou ochranou před nadměrným proudem (nadproudem) při zkratu nebo přetížení. Ochranná funkce je pro pojistku destruktivní, protože dojde k přetavení odporového drátku a pojistku nelze opravit, musí se vyměnit. V domovních instalacích jsou již pojistky většinou nahrazeny jističi, které lze znovu aktivovat (tzv. nahodit). Pojistky jsou však pro svoji jednoduchost a příznivé vlastnosti stále využívány například u hlavního přívodu elektrického proudu do domu (nožové pojistky), jako ochrana citlivých zařízení (přístrojové pojistky) nebo v automobilech (žiletkové pojistky).
Jmenovitý proud pojistky (nadproudové ochrany) nesmí být větší, než přípustný proud vedení (v závislosti na průřezu vodiče). Nadproudové ochrany musí být nainstalovány všude, kde se zmenšuje průřez vodiče nebo v místech, kde se mění typ vedení nebo způsob uložení vodičů. Ochrana před zkratem musí být nainstalována na začátku vedení. Ochrana před přetížením může být v nerozvětveném obvodu v jeho libovolném místě.

## Konstrukce pojistky

Schéma závitové pojistky:
A) vývod ke spotřebiči; B) přívod proudu ze sítě; C) vymezovací kroužek; D) objímka (pojistkový spodek); E) šroubovací pojistková hlavice; F) tavný vodič s barevným signalizačním terčíkem; G) keramická pojistková vložka

Tavná pojistka využívá principu ohřevu tenkého drátku, který je při průchodu nadproudu procházejícím proudem ohříván až k přetavení. Na přiloženém obrázku je v porcelánovém těle pojistkové vložky umístěn tenký tavný drátek (F), který je obklopen křemičitým pískem (chlazení tavného drátku, zhášení elektrického oblouku vzniklého při rozpojení elektrického okruhu a tlumení tlakové vlny). Pojistka je umístěna v objímce (D) a zajištěna šroubovací hlavicí (E). Elektrický proud je přiveden do spodní části objímky (B), kde je umístěn vymezovací kroužek (D), do kterého se zasouvá zúžená (spodní) část porcelánového pouzdra pojistky. Ve vymezovacím kroužku je otvor, který určuje maximální jmenovitý proud pojistky. Silnější pojistka má širší spodní konec, takže nejde zasunout do menšího vymezovacího kroužku, ale slabší pojistku lze použít. Pro snadnější rozlišení jmenovitého proudu obsluhou je vymezovací kroužek nabarven (viz tabulka). Na spodní i vrchní straně pojistkové vložky jsou kontaktní víčka (propojená tavným drátkem), přičemž na zadním (širším konci) je uprostřed barevný terčík (je připevněn k tavnému drátku a je pod ním pružinka). Jakmile se pojistka nadměrným proudem přepálí, terčík odskočí (slouží jako vizuální kontrola, tzv. ukazatel stavu pojistky). K závitu, do které je zašroubována pojistková hlavice, je připojen vývod pojistky, takže pokud je pojistka vyjmuta z pojistkové patice dojde ke spolehlivému odpojení zařízení. Toto neplatí v případě napájení ze dvou stran nebo při přerušení – vyjmutí jen jedné až dvou pojistek třífázového zařízení. V těchto a v podobných případech hrozí nebezpečné dotykové napětí a úraz elektrickým proudem.
Pojistky jsou vyráběny v několika provedeních. Volba konkrétního provedení pojistky závisí na velikosti a druhu napětí, velikosti proudu, jištěném zařízení a místě použití. Běžně se lze setkat se závitovými pojistkami s oblým Edisonovým závitem E27 a E14, přístrojovými – trubičkovými pojistkami a pojistkami pro motorová vozidla.
Pojistka i jistič nejprve mohou chránit zařízení při zkratu. Pokud chrání proti zkratu mohou chránit proti přetížení. Pokud chrání proti přetížení mohou chránit před nebezpečným dotykovým napětím a tím před úrazem elektrickým proudem. Ochrana je odstupňována podle hodnoty impedance impedanční smyčky. Čím menší impedance, tím lépe chrání. Při velké impedanci vypínací smyčky NECHRÁNÍ! Proto se elektrická zařízení mají pravidelně kontrolovat a provádět revize. Kontroly a revize odhalí případy, kdy by nadproudová ochrana nezareagovala, anebo až po velmi dlouhé době.
Rozdíl je u proudového chrániče, který nejprve chrání. Proudový chránič vypne zařízení při překročení nastavené hodnoty bezpečného proudu, který ještě nezpůsobí úraz elektrickým proudem. Na rozdíl od pojistky a jističe, chránič obvykle nejistí.

### Tavný drátek
Protože je tavný drátek tenký a odpor vodiče je nepřímo úměrný jeho průřezu, má tenčí drátek větší odpor, než zbytek elektrického vedení. Na tavném drátku s větším odporem vzniká podle Ohmova zákona podstatný úbytek napětí. Protože tepelný výkon je funkcí P = RI2 . K přetavení drátku je potřeba určité energie dané vztahem A = RI2t. Odtud jsou udávány charakteristiky pojistek jako funkce I2t. Průchodem nadproudu se drátek začne značně zahřívat (až k možnému přetavení). Tavný elektrický vodič musí mít velkou konduktivitu i při malých rozměrech, nízkou teplotu tavení, malou náchylnost k oxidaci a snadnou vypařitelnost (bez pevných zbytků). Nejčastěji jsou používány tavné elektrické vodiče vyrobené ze stříbra nebo mědi (dráty, pásky). Pojistka a její tavný drátek pojistky je dimenzován tak, aby jeho čas přetavení byl kratší, než čas po kterém dojde k tepelnému poškození chráněného zařízení, tj. tepelná časová konstanta pojistky má být (mnohem) kratší než tepelná časová konstanta chráněného zařízení. Proto jsou konstruovány pojistky s různými vypínacími charakteristikami.
V pojistkové vložce pro vyšší napětí nebo vyšší elektrické proudy je tavný vodič uložen v hasebním prostředku (obvykle v křemičitém písku), který má za úkol tlumit vnitřní tlakovou vlnu vzniklou působením elektrického oblouku, hasit – chladit vzniklý elektrický oblouk a tím umožnit (urychlit) vypnutí pojistky. Pro jednotlivé typy elektrických pojistek a jmenovité proudy výrobci udávají tavné voltampérové charakteristiky. Na vodorovné ose jsou vyneseny proudy a na svislá ose doba do vypnutí pojistky. Obě osy mají logaritmické měřítko.
Po přetavení vodiče pojistkové vložky musí být použita nová. Pojistkové vložky je zakázáno opravovat. Opravená pojistková vložka může být například příčinou požáru a důvodem neplnění finančního plnění ze strany komerční pojišťovny.

## Typy pojistek
Především nožové a válcové pojistky se vyrábějí pro různé oblasti použití. Běžně se lze setkat se těmito funkčními a provozními třídami pojistek:
- gL/gG jsou pojistky, které jistí v celém proudovém rozsahu proti přetížení i proti zkratu. Používají se pro jištění vedení. Tyto pojistky jsou osazeny na přívodním kabelu k domu.
- aM pojistky jistí proti zkratu, nejistí proti přetížení. Užívají se pro jištění motorů, kde určité přetížení vysokými rozběhovými proudy je přípustné.
- gR pro jištění polovodičů a gTr pro jištění transformátorů jsou speciality, v běžné praxi málo vídané.
- gF1 pro jištění kabelů

### Závitové pojistky

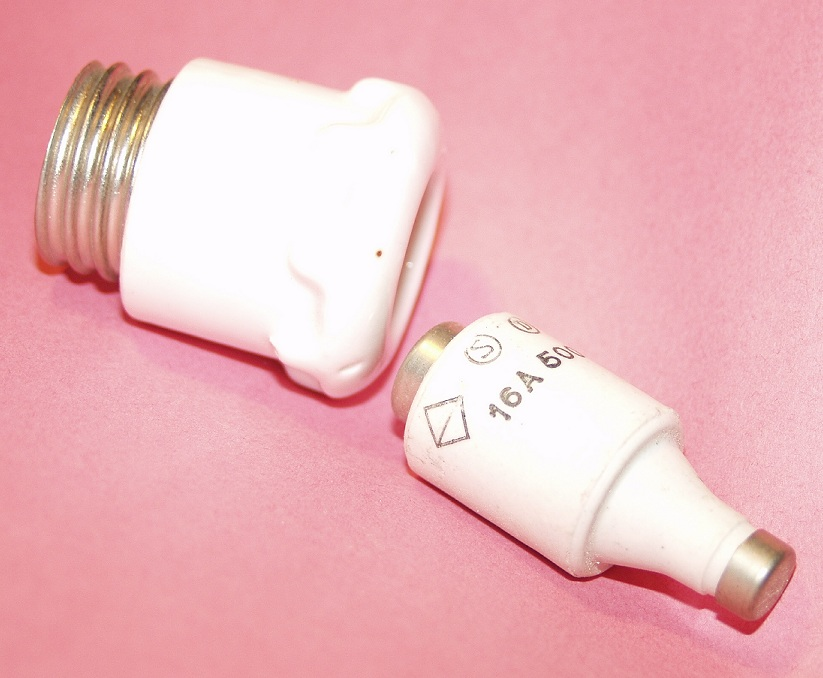
Rozebraná pojistka 16A se závitem E27

Starší konstrukce závitových pojistek se označuje DIAZED: DII (2 A, 4 A, 6 A, 10 A, 16 A, 20 A, 25 A) a DIII (35 A, 50 A, 63 A). Novější jsou prostorově úspornější NEOZED (velikosti DO1, DO2, DO3). Obě provedení jsou konstrukčně shodné (až na velikost) a pojistkové vložky jsou vyráběny pro hodnoty 2 až 100 A. Norma vychází z německého prostředí. Závitové pojistky stále najdeme ve starších domovních instalacích. Běžně se lze setkat s pojistkami s Edisonovým závitem E27 do 25 A, E 14 (miňon) do 25 A a E 33 (goliáš) do 63 A. Dále byly používány závitové pojistkové spodky a hlavice se závitem G 5/4' pro jmenovité proudy 100 A.
| Barva  | růžová | hnědá | zelená | červená | šedá | modrá | žlutá | černá | bílá | hnědá/měděná | stříbrná | červená | žlutá |
| IN [A] | 2      | 4     | 6      | 10      | 16   | 20    | 25    | 35    | 50   | 63           | 80       | 100     | 125   |

Barvy se opakují, ale díky vložce nelze vložit větší pojistku. Barevné značení pojistek se zachovalo dodnes a používá se i na elektrických jističích.

### Nožové pojistky

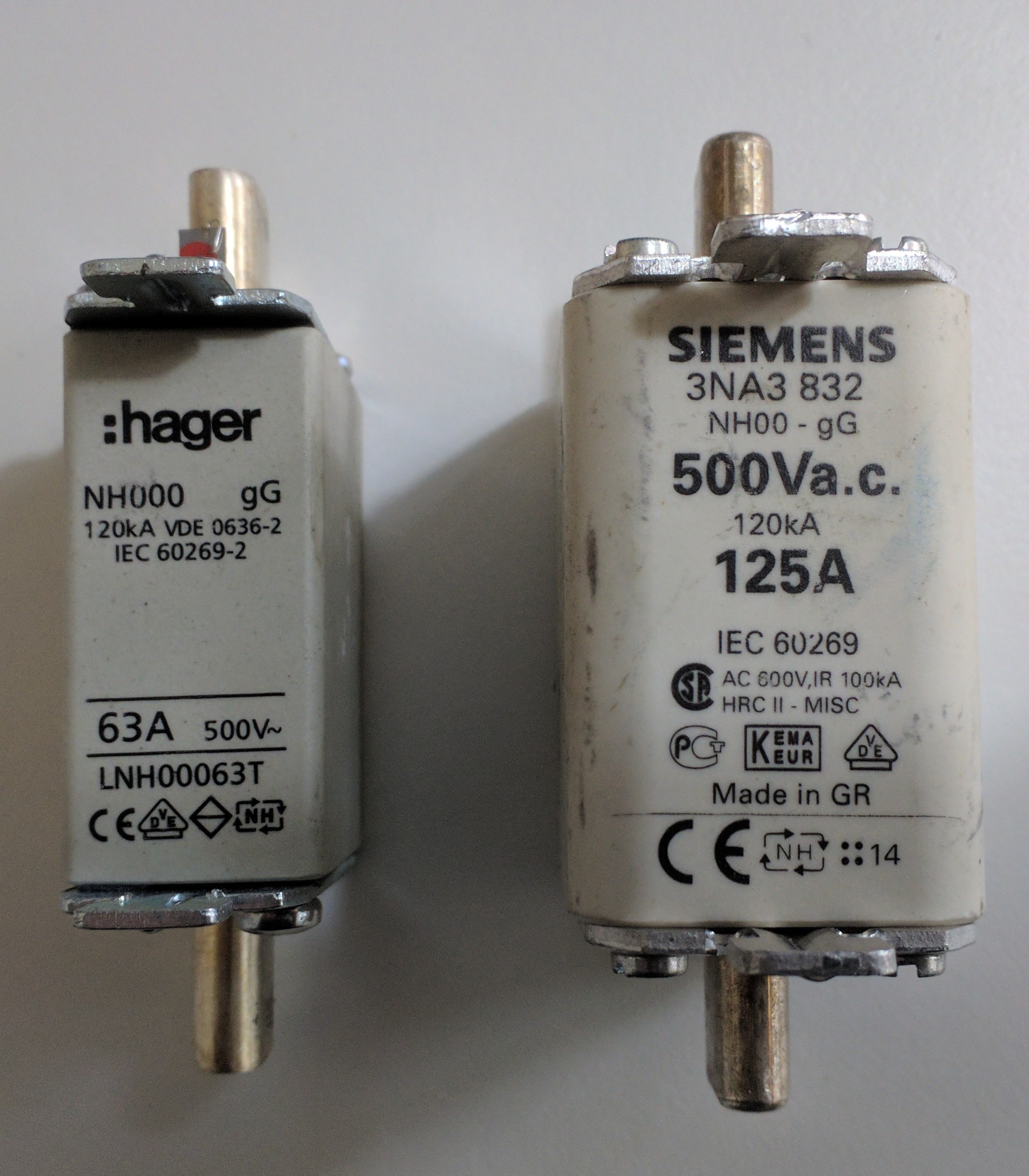
Nožové pojistky typu NH.

Pro jištění výkonově silnějších obvodů (např. s trojfázovými motory, celé domy) se používají nožové pojistky. Nožové pojistky pro nízké napětí a velké proudy jsou označovány NH (německy Niederspannungs-Hochleistungssicherungssystem, nízkonapěťový systém pro vysoké výkony) a jsou vyráběny v šesti různých velikostech (NH00, NH0, NH1 až NH4) pro proudy 2 až 1250 A. Uvnitř jednotlivých velikostních řad je rozlišení pouze potiskem, tvarové ani barevné rozlišení se nepoužívá. Nožové pojistky jsou používány jako nadproudová ochrana jističů, typicky u hlavního přívodu do domu.

Tavné nožové pojistky smí vyměňovat jen osoba odborně způsobilá (elektrikář podle zákona 250/2021, resp. prováděcí vyhlášky NV 194/2022 Sb., která nahrazuje starou vyhlášku 50) a to pomocí speciálního držáku s izolačním krytem ruky (tzv. žehlička) při použití ochranné helmy s ochranou obličeje.

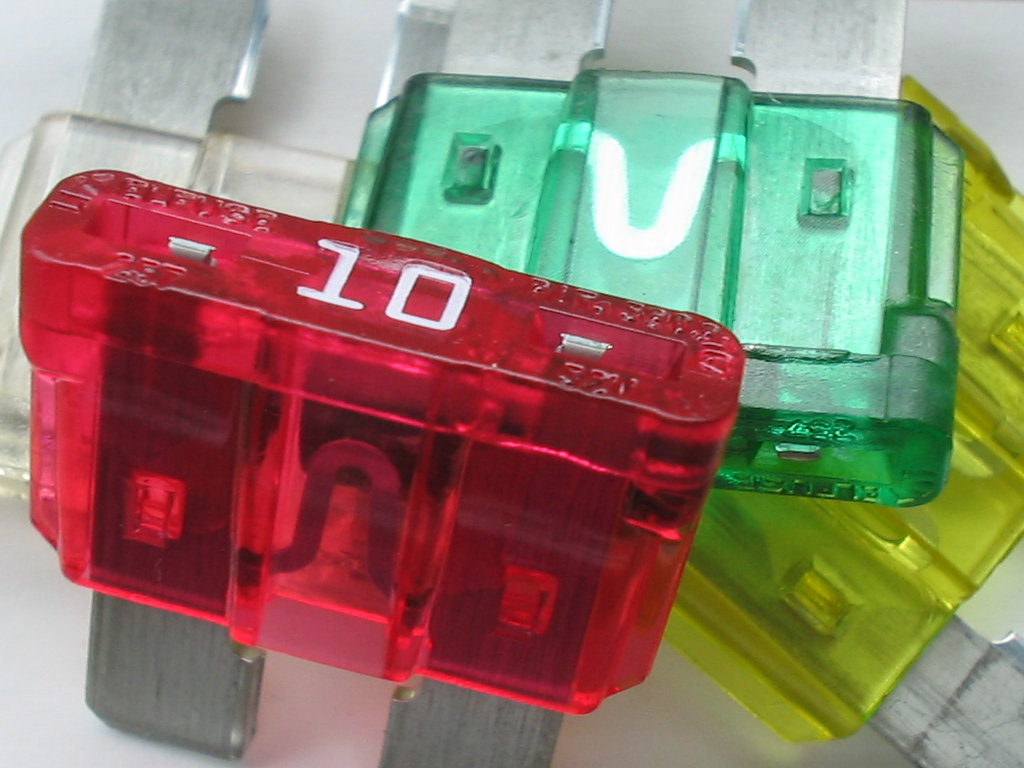
Automobilové (žiletkové) pojistky.

### Automobilové (žiletkové) pojistky
Žiletkové pojistky jsou používány v automobilech. Pojistky mají barevné plastové tělo s nožovými kontakty (barva odpovídá jmenovitému proudu). Starší vozidla jsou osazena porcelánovými válcovými pojistkami s kovovými čepičkami.

### Přístrojové (trubičkové) pojistky

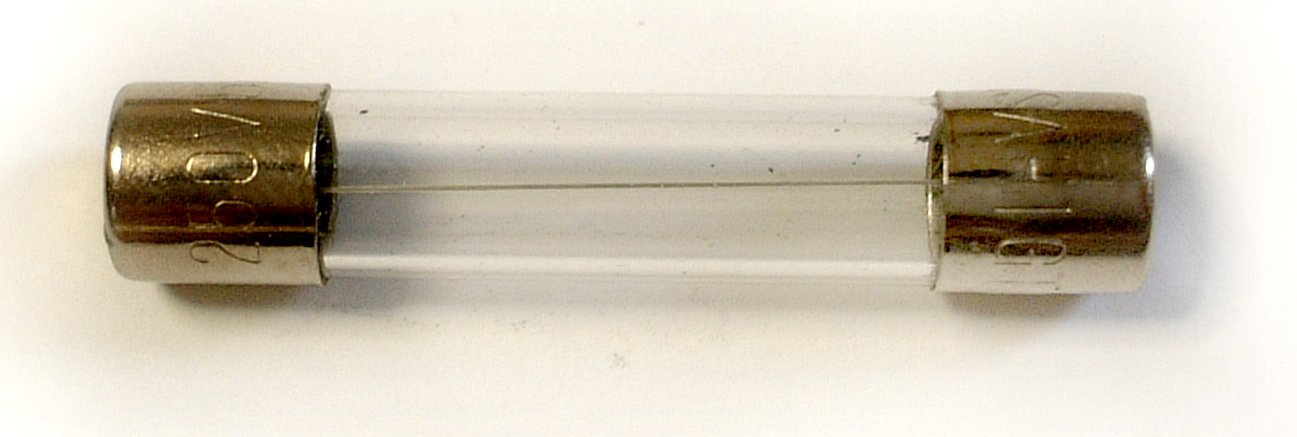
Skleněná přístrojová (trubičková) pojistka.

Přístrojové (trubičkové) pojistky jsou pro svou jednoduchost a prostorovou nenáročnost používány k ochraně spotřebičů s malým odběrem, jako například měřicí přístroje, elektronická zařízení, síťové zdroje, rozhlasové přijímače, mixery atp. Přístrojovou pojistku tvoří skleněná nebo keramická trubička s kontaktními čepičkami, které jsou uvnitř pojistky spojeny tavným drátkem. Nejčastější rozměry trubičkových pojistek jsou:
- ⌀5×20 mm
- ⌀6,3×32 mm a
- ⌀10,3×38 mm.

Jednotlivé řady trubičkových pojistek mají kovové čepičky stejné velikosti a tím jsou proudové hodnoty pojistek zaměnitelné. Přístrojové pojistky jsou typicky vyráběny pro napětí 250 V a pro proudy od 0,032 do 20 A. Pro různé aplikace jsou vyráběny přístrojové pojistky s různými vypínacími charakteristikami (tj. různé časy přetavení drátku v závislosti na proudu):
- superrychlé (FF),
- rychlé (F),
- středně pomalé (M),
- pomalé (T), a
- superpomalé (TT).

Rychlé pojistky jsou používány pro ochranu citlivé elektroniky s malou tepelnou setrvačností a citlivostí na nadproudy. Pomalé pojistky jsou určeny pro jištění zařízení u kterých dochází k výraznému provoznímu nárůstu proudu, například elektromotorů. Při startu elektromotoru dochází ke krátkodobému nadproudu. Jednotlivé proudové hodnoty jsou rozměrově stejné, proto je třeba dbát na to, aby byla vyměněna pojistka stejné hodnoty. Záměnou za pojistku vyšší hodnoty může dojít k poškození přístroje. Trubičkové pojistky jsou vyráběny dvou rozměrových řadách pro dvě různá jmenovitá napětí.

### Válcové pojistky
Především pro jištění v rozvaděčích výrobních objektů nebo přímo elektrických strojů se prosadily symetrické válcové pojistky. Válcové keramické tělísko má na obou koncích nalisované stejné kovové čepičky jako kontakty. Proudové rozsahy jsou rozlišeny pouze potiskem, barevné ani tvarové rozlišení není použito. Existují tři rozměrové řady: 10×38 mm pro proudy 0,5–25 A, 14×51 mm pro proudy 2–50 A a 22×58 mm pro proudy 4–125 A. Pojistky se zasazují do pojistkových odpínačů. Ty jsou určeny výhradně k montáži na nosnou lištu (DIN lišta, nebo také TS-35). Samotná pojistka je umístěna ve výklopné schránce. Pro třífázové obvody existují odpínače, u kterých se odpojí všechny tři fáze současně. Tyto pojistky se prosazují především pro úsporu místa. Zaberou v rozvaděči méně místa než DIAZED pojistky.